# Рики (град)
Вижте пояснителната страница за други значения на Рики.
Рѝки (на полски: Ryki) е град в Източна Полша, Люблинско войводство. Административен център е на Ришки окръг, както и на градско-селската Ришка община. Заема площ от 27,22 км2.

## География
Градът се намира в историческия регион Малополша. Разположен е във физико-географския макрорегион Южноподляска низина, на 12 км от десния бряг на река Висла. Отстои на 103 км югоизточно от столицата Варшава, на 64 км северозападно от войводския център Люблин, на 93 км североизточно от град Радом и на 29 км северно от град Пулави.

## История
Селището получава градски права през 1782 г. В резултат на третата подялбата на Жечпосполита от 1795 г., Рики попада в рамките на Хабсбургската империя, като административно е част от Кралство Галиция и Лодомерия. През 1810 г. губи градските си права, а според решенията на Виенския конгрес от 1814/1815 г. влиза в състава на руската област Кралство Полша. В 1957 г. на селището са възстановени градските права.
В периода (1975 - 1998) е част от старото Люблинско войводство.

## Население
Според данни на полския статистически институт от 2012 г. населението на града възлиза на 9989 души. Гъстотата е 367 души/км2.

## Градове партньори
- Ляхавичи, Беларус